# Bigfoot e i suoi amici
Bigfoot e i suoi amici (Harry and the Hendersons) è un film commedia fantasy del 1987 diretto e prodotto da William Dear e interpretato da John Lithgow, Melinda Dillon, Don Ameche, David Suchet, Margaret Langrick, Joshua Rudoy, Lainie Kazan e Kevin Peter Hall.
Steven Spielberg è stato il suo produttore esecutivo non accreditato, mentre Rick Baker ha fornito il trucco e i disegni delle creature per Harry. Il film racconta la storia dell'incontro di una famiglia di Seattle con la creatura criptozoologica Bigfoot, parzialmente ispirata dalle numerose affermazioni di avvistamenti nel nord-ovest del Pacifico, in California e in altre parti degli Stati Uniti e del Canada nel corso di tre secoli.

## Trama
Dopo un viaggio in campeggio sulla vicina Catena delle Cascate, George Henderson sta tornando a casa nella periferia di Seattle con la sua famiglia quando investe un Bigfoot con la sua station wagon. Credendolo morto e vedendolo come la chiave per la fama e la fortuna, la famiglia lega la creatura al tetto dell'auto. Un cacciatore che sta seguendo le tracce della creatura scopre la targa danneggiata dei Henderson.
Quella notte, George va a controllare il Bigfoot e scopre che è vivo ed è fuggito. Lo trova in cucina, dove ha rovesciato il frigorifero mentre cercava del cibo. La famiglia si rende conto che la creatura è intelligente e amichevole, e George decide di riportarlo nella natura. Chiamando il Bigfoot "Harry", George cerca di attirarlo nella station wagon, ma Harry si agita e scappa.
Addolorati, i membri della famiglia cercano di riprendere la loro vita normale, ma le apparizioni di Harry diventano sempre più frequenti mentre l'attenzione mediatica cresce. George cerca di ritrovarlo e visita il "Museo Nordamericano di Antropologia" per parlare con il dottor Wallace Wrightwood, presunto esperto di Bigfoot. Dopo aver lasciato il suo numero al museo, George riprende la ricerca. Nel frattempo, il leggendario cacciatore franco-canadese diventato esperto cacciatore di Bigfoot, Jacques LaFleur, rintraccia la casa degli Henderson. George segue un avvistamento di Bigfoot in città, mentre Harry cerca di sfuggire ai cacciatori e alla polizia per mettersi in salvo. George riesce a salvare Harry da LaFleur, che viene arrestato, e lo riunisce alla sua famiglia.
George invita il dottor Wrightwood a cena. Quando apre la porta, George riconosce in lui l'uomo del museo a cui aveva lasciato il numero. Wrightwood inizialmente esorta gli Henderson ad abbandonare l'idea di proteggere Bigfoot, dicendo che ha rovinato la sua vita, ma quando incontra Harry, ritrova il suo entusiasmo. Rilasciato su cauzione, LaFleur si dirige alla casa degli Henderson. Harry e la famiglia fuggono con il dottor Wrightwood a bordo del suo camion, mentre LaFleur li insegue.
Giunti sulle montagne, George cerca di costringere Harry ad andarsene. Confuso e triste, Harry si allontana, ma LaFleur lo rintraccia e tenta di sparargli. Harry lo immobilizza e George interviene quando LaFleur cerca di fuggire. A quel punto, LaFleur abbandona definitivamente la caccia, rendendosi conto che Harry è molto più di una semplice bestia.
Mentre la famiglia si congeda da lui, George dice a Harry di prendersi cura di sé, e lui risponde: "Okay", rivelando di aver imparato a parlare. Mentre Harry si allontana, altri tre Bigfoot nascosti, insieme a un esemplare più giovane, emergono dalla foresta e scompaiono con lui nella natura, mentre la famiglia Henderson li osserva commossa.

## Distribuzione
Il film uscì in USA il 5 giugno 1987 ed in Italia il 23 gennaio 1988.

## Accoglienza

### Botteghino
Bigfoot e i suoi amici ha aperto al terzo posto dietro Beverly Hills Cop II e The Untouchables - Gli intoccabili.
Ha incassato $ 29,8 milioni al botteghino nordamericano e $ 20,2 milioni a livello internazionale per un totale di $ 50 milioni in tutto il mondo.

### Critica
Su Rotten Tomatoes, il film ha un punteggio di approvazione del 45% basato sulle recensioni di 22 critici, con una valutazione media di 5,2/10.
Michael Wilmington del Los Angeles Times ha elogiato la performance di Lithgow e i "trionfi tecnici" del film, gli ultimi dei quali, secondo lui, "sembrano sopraffare le sue deboli gag senza succo". Dave Kehr, scrivendo per Chicago Tribune, ha scritto che il film "fa un giro tranquillo attraverso i temi standard di Spielberg, senza raccogliere la grandezza visiva o la stravaganza emotiva che sono i marchi di fabbrica di Spielberg". Sia Wilmington che Kehr hanno notato un'influenza di Spielberg sul regista William Dear, con Wilmington che ha definito Dear "un regista che si immerge così completamente nella sensibilità di un altro che scompare - come un uomo che sta annegando che affonda lentamente sotto le onde di cioccolato"; Kehr ha scritto che "la personalità [di Dear] sembra interamente sussunta da quella di Spielberg."
Gene Siskel e Roger Ebert hanno recensito il film negativamente, con Siskel che lo ha definito "un film molto manipolativo che chiunque abbia visto E.T. ha visto prima", ed Ebert affermando che "Quello che manca è un senso di soggezione sul fatto che potrebbe esserci un Bigfoot, una creatura sconosciuta che vive nei boschi con una mente propria... Harry è così amabile che non c'è alcun senso di mistero e nessun senso di soggezione. Non si crede che sia davvero Bigfoot."
Nel 2007, Eric Henderson di Slant Magazine ha dato al film un punteggio di due stelle su quattro, scrivendo che "Proprio come Il mio amico Mac alla fine si è trasformato in uno spot pubblicitario per McDonald's, Harry e gli Henderson alla fine emergono come una massa vegetariana.

## Riconoscimenti
- 1988 - Premio Oscar
  - Miglior trucco a Rick Baker
- 1988 - Saturn Award
  - Nomination miglior film fantasy
  - Nomination miglior attrice a Melinda Dillon
  - Nomination miglior regia a William Dear
  - Nomination miglior trucco a Rick Baker
- 1987 - Genesis Awards
  - Miglior film commedia
- 1988 - Young Artist Award
  - Nomination miglior performance in un film - giovane attrice non protagonista a Margaret Langrick
  - Nomination miglior performance in un film - giovane attore non protagonista a Joshua Rudoy
  - Nomination miglior film commedia o musical per famiglie

## Serie televisiva
Il film generò una serie televisiva, Harry e gli Henderson, trasmessa dal 1991 al 1993.